# Exellodendron gracile
Exellodendron gracile är en tvåhjärtbladig växtart som först beskrevs av João Geraldo Kuhlmann, och fick sitt nu gällande namn av Ghillean `Iain' Tolmie Prance. Exellodendron gracile ingår i släktet Exellodendron och familjen Chrysobalanaceae. Inga underarter finns listade i Catalogue of Life.